# نت کار
نت کار (انگلیسی: Nat Carr؛ ‏ ۱۲ اوت ۱۸۸۶ – ۶ ژوئیهٔ ۱۹۴۴) بازیگر اهل ایالات متحده آمریکا بود.
از فیلم‌هایی که وی در آن‌ها نقش داشته‌است، می‌توان به گروهبان یورک، پیروزی سیاه، شهر داج، دهه پرشور بیست، خواننده جاز و راه گریزی ندارم اشاره نمود.